# فرناندو دي أفالوس

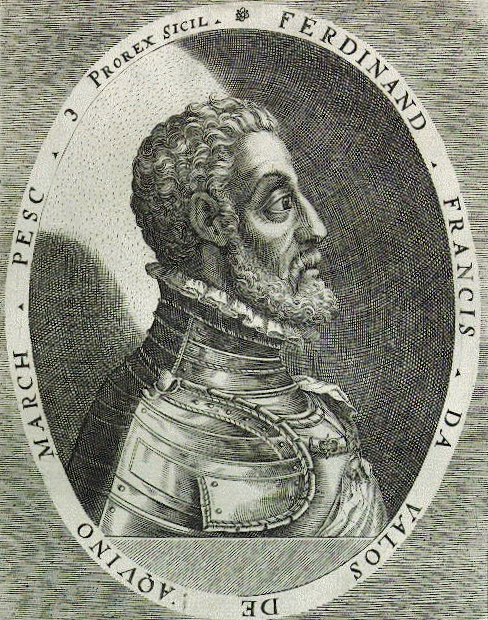
فرناندو فرانشيسكو دي أفالوس

فرناندو فرانشيسكو دي أفالوس (بالإيطالية: Fernando Francesco d'Ávalos) مركيز بسكارا (1489- ديسمبر 1525)، كان كوندوتييرو إيطالياً بولاء إسباني. شارك في الحروب الإيطالية باعتباره جنرالاً في الجيش الإسباني. أسره الفرنسيون في معركة رافينا في عام 1512 ولكن أفرج عنه في ختام حرب عصبة كامبراي. كان القائد العام لجيوش هابسبورغ في إيطاليا أثناء حروب هابسبورغ فالوا وهزم الفرنسيين في معركتي بيكوكا وبافيا.